# Today Is Tomorrow
Today Is Tomorrow ist das erste Studioalbum von Showtek. Es erschien 2007.

## Inhalt
Das Album besteht aus zwei CDs: Die Lieder von der ersten CD (22 Tracks) werden als Showtek Productions bezeichnet und wurden hauptsächlich von Showtek selbst produziert. Die zweite CD (17 Tracks), Co Productions, enthält unter anderem einige Soloprojekte von Sjoerd Janssen und Wouter Janssen, außerdem Lieder von Dutchmaster, Southstylers, Lowriders und MR. Puta u. a., an denen Showtek beteiligt war.

## Wissenswertes
Mit diesem Hardstyle-Album hatte Showtek zunehmenden Erfolg. Sie traten in der Folge auf größeren Dance-Festivals auf, u. a. in den Niederlanden, Australien und Nordamerika.

## Titelliste

### CD1 „Showtek Productions“
- Showtek - Go Showtek
- Showtek - Brain Crackin' (Album Mix)
- Showtek - No Harder (Brennan Heart Remix)
- Showtek - Seid Ihr Bereit 2007 Mix
- Showtek - FTS
- Showtek - Save The Day (Showtek Youries Out)
- Showtek - Down With This
- Showtek - Early Soundz
- Showtek - Puta Madre
- Showtek - Dominate
- Showtek - Showtek Calls Deepack (Interlude)
- Showtek feat. Deepack - Rockin' Steady (100% Deepack Mix)
- Showtek - South Out
- Showtek - The Colours Of The Harder Styles
- Showtek - Virus
- Showtek - No Harder
- Showtek feat. Gizmo - The Hard Way
- Showtek - Party Lover
- Showtek - Born 4 Thiz
- Showtek - Shout Out (Donky Rollers Remix)
- Showtek - The Puta Story
- Showtek - Raver

### CD2 „Co Productions“
- Walt Jenssen - CTRL-Walt-DEL
- Lowrides - Don't Get Back (DJ Isaac Remix)
- Walt Jenssen - Let The Music Play
- Dutch Master - We Go Party
- Duro & Prophet - Shizzle My Dizzle
- Southstylers - Wicked Generation (Zanys Overdrive)
- Dutch Master - Get Up
- Mr. Puta - Green Stuff
- Zushi - Lala Song
- Duro & Zany - Back Again
- Dirk Jan DJ - Hard Bass
- Dutch Master - Slammin' The Base
- Lowriders - Don't Get Back (Original Mix)
- Duro - Cocaine MF (Al Pachino Mix)
- Southstylers - Pounding Senses (Deeper Inside Mix)
- DJ Duro - Phenomenon
- Zany & Duro - Our Power